# Gábor Ács
Gábor Ács (* 1926 in Budapest) ist ein ungarischstämmiger Architekt. Er war Chefplaner für den italienischen Immobilienentwickler Società Generale Immobiliare.

## Leben
Ács studierte Architektur an der Technischen Universität in Budapest, wo er 1948 seinen Abschluss machte. Als sowjetische Truppen Ungarn besetzten, floh seine Familie nach Italien und ließ sich in Rom nieder. Ács schrieb sich am Politecnico di Milano ein und machte 1953 seinen Abschluss in Architektur. 1956 reiste Ács in die USA und trat ins Büro von I. M. Pei ein, wo er als Entwurfsarchitekt an den Projekten Kips Bay Plaza und Washington Square East arbeitete.
Nachdem er mit Henry N. Cobb Partner bei Pei geworden war, kehrte Ács 1963 nach Italien zurück und eröffnete ein Büro an der Piazza Navona in Rom.

## Werke (Auswahl)
- 1963 Port Royal Residential Tower in Montreal, Kanada
- 1964 Victoria Place Business Center in Montreal (mit Luigi Moretti und Pier Luigi Nervi)
- 1966 Pan Am Building in Paris, Frankreich
- 1967 Wohntürme in Mexiko-Stadt, Mexiko
- 1968 Rotes-Kreuz-Hauptquartier an der Rue de Berry, Paris
- 1969 Sperlinga-Villa-Wohnhaus in Palermo, Italien
- Hôtel Mirabeau und Wohnturm in Monaco
- 1979 Toyota-Hauptquartier in Dschidda, Saudi-Arabien
- 1980 Bürotürme im Messedistrikt von Bologna (mit Kenzo Tange)[4]